# Melanoides fasciolata
Melanoides fasciolata is een slakkensoort uit de familie van de Thiaridae. De wetenschappelijke naam van de soort is voor het eerst geldig gepubliceerd in 1804 door Olivier.